# Pierre Guillaumat (navire)
Pour l’article homonyme, voir Pierre Guillaumat.
Le Pierre Guillaumat était un pétrolier géant, commandé au milieu des années 1970 par la Compagnie nationale de navigation, alors filiale du groupe Elf et lancé fin 1977. Son nom de baptême a été choisi en l'honneur de l'industriel et homme politique français Pierre Guillaumat (1909-1991) alors président de Elf.
De son lancement jusqu'en  1981, avec ses 555 051 tonnes de port en lourd, il a été le plus gros pétrolier et le plus gros navire ayant jamais navigué. Il navigua moins de 6 ans, étant démantelé en 1983.

## Histoire
Dans le contexte de la fermeture du canal de Suez entre juin 1967 et juin 1975 (consécutive à la guerre des Six Jours), les pétroliers se voient alors imposer de faire le détour par le cap de Bonne-Espérance pour se rendre du Moyen-Orient jusqu'en Europe. C'est pour cette raison que des navires de gabarits très importants furent construits à cette époque, afin de rentabiliser les trajets ainsi allongés.
En contrepartie, leurs dimensions augmentées ne leur permettent pas d'entrer dans certains ports, ni d'emprunter certaines routes (notamment après la réouverture du canal de Suez en 1975), ce qui limite leur utilisation et rend en fin de compte leur exploitation plus coûteuse.
Mis en service en novembre 1977, le Pierre Guillaumat était alors le navire le plus grand et le plus gros jamais construit, avec un port en lourd de 555 051 tonnes. Il avait trois sister-ships : le Prairial (aux couleurs Elf également), le Batillus et le Bellamya du groupe Shell. Le Batillus et le Bellamya étaient plus petits d'environ 1 400 tonnes, avec un port en lourd voisin de 553 600 tonnes ; le Prairial avait un tonnage pratiquement identique à celui du Pierre Guillaumat, à quelques dizaines de tonnes près. Le record établi par le Pierre Guillaumat fut battu par le Seawise Giant qui le dépassa en 1981 avec une longueur plus importante et un port en lourd légèrement supérieur, mais seulement à l'issue d'une opération de jumboïsation.
Le Pierre Guillaumat navigue seulement jusqu'en février 1983, puis il est mis en attente à Fujaïrah ; mis en vente le 12 juillet 1983, il est acquis par Hyundai, renommé Ulsan Master, puis démantelé en octobre 1983 à Ulsan en Corée du Sud.